# Aniassué
Aniassué est une localité de l'est de la Côte d'Ivoire, et appartenant au département d'Abengourou, Région du Moyen-Comoé.
La localité d'Aniassué est un chef-lieu de communes.

## Histoire
Louis-Gustave Binger et Marcel Treich-Laplène y entrent, le vendredi 8 mars 1889. Binger écrit : « Bien accueilli dans le village, qui est assez grand (700 à 800 habitants), et avec l'appui du chef, Treich arrive à engager les piroguiers nécessaires pour nous conduire jusqu'à Bettié ». Plus loin : « Les habitants se livrent beaucoup à la chasse. Dans ce village, la viande de biche et de singe boucanée ne fait pas défaut ; en tirant les mères, les indigènes s'emparent des petits singes vivants. Dans presque toutes les habitations, on en voit un ou deux en liberté ou attachés avec une ficelle, de sorte qu'on peut les examiner à loisir ». Binger et Treich quittent le village, le samedi 9 mars.

## Communes
En 2014, la sous-préfecture compte 40 498 habitants :
1. Aniassué  (9 325) ;
2. Ahinikro  (934) ;
3. Amangouakro  (1 921) ;
4. Amian Kouassikro  (6 911) ;
5. Anekouadiokro  (2 292) ;
6. Assakro  (6 734) ;
7. Assemanou  (1 709) ;
8. Dallo  (1 018) ;
9. Ettienkro  (830) ;
10. Kabrankro  (1 176) ;
11. N'grakon  (2 608) ;
12. Satikran  (5 039).